# ISO 3166-2:SL
ISO 3166-2:SL es la entrada para Sierra Leona en ISO 3166-2, parte de los códigos de normalización ISO 3166 publicados por la Organización Internacional de Normalización (ISO), que define los códigos para los nombres de las principales subdivisiones (p.ej., provincias o estados) de todos los países codificados en ISO 3166-1.
En la actualidad, para Sierra Leona los códigos ISO 3166-2 se definen para 1 área y 4 provincias. El área occidental abarca la capital del país, Freetown y tiene un estatus especial, equiparable al de las provincias.
Cada código consta de dos partes, separadas por un guion. La primera parte es SL, el código ISO 3166-1 alfa-2 para Sierra Leona. La segunda parte tiene una letra.

## Códigos actuales
Los nombres de las subdivisiones se ordenan según el estándar ISO 3166-2 publicado por la Agencia de Mantenimiento ISO 3166 (ISO 3166/MA).
Pulsa sobre el botón en la cabecera para ordenar cada columna.
| Código | Nombre de la subdivisión (en) | Nombre de la subdivisión (es) | Categoría de la subdivisión |
| ------ | ----------------------------- | ----------------------------- | --------------------------- |
| SL-W   | Western Area (Freetown)       | Área Occidental (Freetown)    | área                        |
| SL-E   | Eastern                       | Este                          | provincia                   |
| SL-N   | Northern                      | Norte                         | provincia                   |
| SL-NW  | North Western                 | Noroeste                      | provincia                   |
| SL-S   | Southern                      | Sur                           | provincia                   |

## Cambios
Los siguientes cambios a la entrada figuran en el listado del catálogo en línea de la ISO:
| Fecha real del cambio | Breve descripción del cambio                                    |
| --------------------- | --------------------------------------------------------------- |
| 2019-11-22            | Se añade un asterisco a SL-NW; se actualiza la fuente de código |
| 2018-11-26            | Se añade la provincia SL-NW; se actualiza el origen de la lista |